# Taninges
Taninges é uma comuna francesa na região administrativa de Auvérnia-Ródano-Alpes, no departamento da Alta Saboia. Estende-se por uma área de 42.66 km². Em 2010 a comuna tinha 3 482 habitantes (densidade: 81,6 hab./km²).